# William de Warenne, V conde de Surrey
William de Warenne, V Conde de Surrey (f. 27 de mayo de 1240) era hijo de Hamelin de Warenne e Isabel, hija de William de Warenne, III conde de Surrey. Su padre Hamelin le concedió el manor de Appleby, en North Lincolnshire.

## Biografía
De Warenne asistió a la coronación de Juan I  de Inglaterra el 27 de mayo de 1199. Cuando se perdió Normandía ante los franceses en 1204 perdió sus posesiones normandas (en 1202 era Teniente de Gascuña), pero Juan le recompensó con Grantham y Stamford.
Su primer cargo oficial como Lord Warden de las Cinque Ports los puertos empezó en 1204, y duró hasta 1206; fue designado nuevamente en 1214. Fue también Guardián de las Marcas Galesas entre 1208 y 1213. Entre los años 1200 y 1208, y entre 1217 y 1226 sirvió como Gran Sheriff de Surrey.
Guillermo fue uno de los pocos barones que permaneció  leal al rey (del que era primo) durante la rebelión de los barones. En 1212, cuando se intuía una rebelión general estuvo temida, Juan le confirmó la custodia de los condados del norte. Durante los enfrentamientos baronales, cuando estos recurrieron al rey francés para que asumiera el trono inglés, William fue uno de los que aconsejó al rey firmar la Carta Magna. Su lealtad solo flaqueó en las ocasiones en las que la causa del rey parecía desesperada; poco antes de la muerte de Juan, llegó a acuerdos con el Príncipe Luis.
En marzo de 1217 demostró nuevamente su lealtad a Inglaterra al apoyar al joven Enrique III, y fue también responsable del establecimiento de la catedral de Salisbury. Aun así, le disgustaban los favoritos reales que llegaron al poder después de 1227, y utilizó su influencia para proteger a Hubert de Burgh cuando este último había sido destituido del cargo por sus esfuerzos en 1232. Las relaciones de Warenne y el rey se deterioraron a lo largo del tiempo. En 1238 fera considerado el líder de la oposición baronal, ya que el Gran Consejo le nombró como uno de los tesoreros que debían evitar que el rey derrochara el subsidio votado en aquel año.

### Casamiento
William se casó con Maud Marshal, el 13 de octubre de 1225. Tuvieron un hijo y una hija. Su hijo John (1231–1304) sucedió a su padre como conde, mientras que su hija, Isabel de Warenne (c. 1228–1282), se casó con Hugh d'Aubigny, V Conde de Arundel. William también puede haber tenido un matrimonio anterior sin hijos, con otra Matilda, hija de William d'Aubigny, II Conde de Arundel.